# Sillon alpin
Sillon alpin ist in der Geographie die Bezeichnung einer Landschaft im Südosten Frankreichs. Eine entsprechende Übersetzung des Begriffs ins Deutsche ist nicht üblich; sie würde etwa «Alpengraben» bedeuten.
Zum Sillon alpin wird im engeren Sinne eine Folge großer Täler und Becken gezählt, die sich in der Region Auvergne-Rhône-Alpes zwischen den Zentralalpen und den französischen Voralpen von Albertville in südwestlicher Richtung bis nach Grenoble erstreckt.
Aus der weiteren wirtschaftspolitischen und siedlungsgeographischen Sicht zählen darüber hinaus auch angrenzende Gebiete wie der Raum von Genf in der Schweiz bis Annecy und das Arlytal im Norden und das Tal von Grenoble bis nach Valence im Südwesten, also bis ins Rhonetal, zu der Großlandschaft. Diese liegt abgesehen vom Schweizer Anteil in den vier französischen Departementen Haute-Savoie, Savoie, Isère und Drôme. Die großräumige Regionalplanung Frankreichs betrachtet dieses Gebiet mit mehr als zwei Millionen Einwohnern als mögliche zukünftige Metropolregion (Pôle métropolitain) im Osten von Lyon. Am 21. Oktober 2011 vereinbarten die Präsidenten der großen Städte und Siedlungszentren in diesem Raum bei einer Konferenz in Chambéry die Gründung des Pôle métropolitain.
Eine besondere Verwendung findet die Bezeichnung im Eisenbahnnetz bei der Bahnstrecke Ligne du Sillon Alpin von Valence über Grenoble und Chambéry bis nach Genf.